# Filles perdues, cheveux gras
Pour les articles homonymes, voir Filles perdues (homonymie).
Pour plus de détails, voir Fiche technique et Distribution.
Filles perdues, cheveux gras est un film français réalisé par Claude Duty, sorti en 2002.
Le film a été présenté à la Semaine Internationale de la Critique au Festival de Cannes 2002 et a remporté le prix du Grand Rail d'or

## Synopsis
Le film raconte l'histoire de trois filles perdues : Natacha cherche son chat, Elodie cherche sa fille, et Marianne se cherche.
Finalement, toutes deviennent meilleures amies et essaient de s'aider dans leur vie de femmes perdues.

## Fiche technique
- Titre : Filles perdues, cheveux gras
- Réalisation : Claude Duty
- Scénario : Jean-Philippe Barrau, Pascale Faure et Claude Duty
- Musique : Valmont[1], alias Rémi Le Pennec
- Photographie : Bruno Romiguière
- Montage : Agnès Mouchel
- Société de distribution : Mars Films (France), K-Films Amérique (Québec)
- Pays d'origine :  France
- Genre : Comédie, film musical
- Durée : 100 minutes

## Distribution
- Amira Casar : Marianne
- Marina Foïs : Natacha
- Olivia Bonamy : Élodie
- Charles Berling : Arnaud
- Sergi López : Philippe
- Léa Drucker : Coraline
- Esse Lawson : Cindy
- Margot Abascal : Corine
- Evelyne Buyle : Mme Pélissier, la cliente
- Béatrice Costantini : La patronne de Natacha
- Amadou Diallo : Kirikou
- Jean-François Gallotte : Jean-François, l'entraîneur de parachutisme
- Sylvie Lachat : L'aide sociale
- Francia Séguy : Mamoune
- Lorella Cravotta : L'infirmière chef
- Lise Lamétrie : Une collègue d'Élodie
- Romain Duris : Mathieu
- David Lowe
- Amelle Chahbi

## À noter
- La bande originale est composée par Valmont[1].
- Elle contient la chanson Alcool, interprétée par Marina Foïs.